# Манчестер (тауншип, Миннесота)
Манчестер (англ. Manchester) — тауншип в округе Фриборн, Миннесота, США. На 2000 год его население составило 469 человек.

## География
По данным Бюро переписи населения США площадь тауншипа составляет 93,1 км², из которых 92,4 км² занимает суша, а 0,8 км² — вода (0,81 %).

## Демография
По данным переписи населения 2000 года здесь находились 469 человек, 167 домохозяйств и 138 семей.  Плотность населения —  5,1 чел./км².  На территории тауншипа расположено 174 постройки со средней плотностью 1,9 построек на один квадратный километр. Расовый состав населения: 99,36 % белых, 0,43 % — других рас США и 0,21 % приходится на две или более других рас. Испанцы или латиноамериканцы любой расы составляли 0,64 % от популяции тауншипа.
Из 167 домохозяйств в 37,1 % воспитывались дети до 18 лет, в 76,6 % проживали супружеские пары, в 4,8 % проживали незамужние женщины и в 16,8 % домохозяйств проживали несемейные люди. 15,6 % домохозяйств состояли из одного человека, при том 7,2 % из — одиноких пожилых людей старше 65 лет. Средний размер домохозяйства — 2,78, а семьи — 3,11 человека.
28,4 % населения — младше 18 лет, 5,5 % — в возрасте от 18 до 24 лет, 27,1 % — от 25 до 44, 25,8 % — от 45 до 64, и 13,2 % — старше 65 лет. Средний возраст — 40 лет. На каждые 100 женщин приходилось 105,7 мужчин.  На каждые 100 женщин старше 18 приходилось 112,7 мужчин.
Средний годовой доход домохозяйства составлял 48 281 доллар, а средний годовой доход семьи —  50 938 долларов. Средний доход мужчин —  29 286  долларов, в то время как у женщин — 20 625. Доход на душу населения составил 18 910 долларов. За чертой бедности находились 4,5 % семей и 4,0 % всего населения тауншипа, из которых 5,7 % младше 18 лет.